# 김옥심
김옥심(金玉心, 1925년 ~ 1988년 1월)은 일제강점기 및 대한민국의 국악인이자 민요 명창이다.

## 생애
1925년 경기도 양주시 은현면 용암리에서 태어났다. 8살 되던 해인 1932년 조선권번에 입번해 소리를 배우기 시작했다. 주수봉에게 배웠다. 1958년 전국국악경연대회에서 1등을 해 국악계의 스타로 도약하였으며, 100여 장의 음반을 녹음했다. 1968년 제1회 세종국악대상 경서도창부에서도 1위를 했다. 1969년 묵계월, 이은주, 안비취와 함께 국가무형문화재 제57호 경기민요 보유자 후보로 지정되었으나, 1975년 인간문화재 선정에서 '예능계를 오랫동안 떠나 있었다'는 이유로 4명의 후보자 중 유일하게 탈락했다. 이후 인기가 수그러들어 1982년 와병 중에 한 활동이 마지막 활동이 되었다. 1988년 1월 서울특별시 동대문구 용두동의 자택에서 타계하였다.